# Büchelgraben
Der Büchelgraben ist ein rechter Zufluss des Stegelgrabens bei Treuchtlingen im mittelfränkischen Landkreis Weißenburg-Gunzenhausen.

## Geographie

### Verlauf
Der Büchelgraben fließt auf einer Höhe von 488 m ü. NN im Gebiet der Stadt Treuchtlingen aus einem kleinen Weiher hundert Meter nördlich des Ortsausgangs von Neufang, der bergseitig von Gehölz umstanden ist. Er läuft beständig in einem anfangs schmalen Grünstreifen mit nur spärlichem Gehölzbewuchs zwischen Äckern hangabwärts nach Westen durch eine Offenlandschaft. Der Bach mündet  auf einer Höhe von 462 m ü. NN nordwestlich von Neufang und etwa 650 Meter östlich von Haag von rechts in den Stegelgraben.

### Einzugsgebiet
Der Büchelgraben entwässert etwa 0,2 km² eines meist offenen und überwiegend beackerten Westhangs im Naturraum Südliche Frankenalb rechts am Stegelgraben. An der östlichen und nordöstlichen Wasserscheide zum Hungerbachtal liegt eben noch ein Waldsaum darin. Die südliche Wasserscheide durchschneidet den Treuchtlinger Weiler Neufang, den einzigen Siedlungsplatz, östlich von dem sich eine flache Wiese bis zum höchsten Punkt auf 506 m ü. NN an der Südostecke erstreckt. Jenseits dieser linken Wasserscheide fließt nur ein noch unbedeutenderer, namenloser Graben oberhalb dem Stegelgraben zu, während dieser nördlich der rechten keinen Zufluss am Unterlauf mehr erfährt.

## Geologie
Der Bach durchläuft den Ostrand des Umrings vom Riesereignis ausgeworfener Bunter Trümmermassen; nahe dem Kamm zum Hungerbachtal steht Weißjura an.